# Javorie
Koordinaten: 48° 30′ N, 19° 10′ O

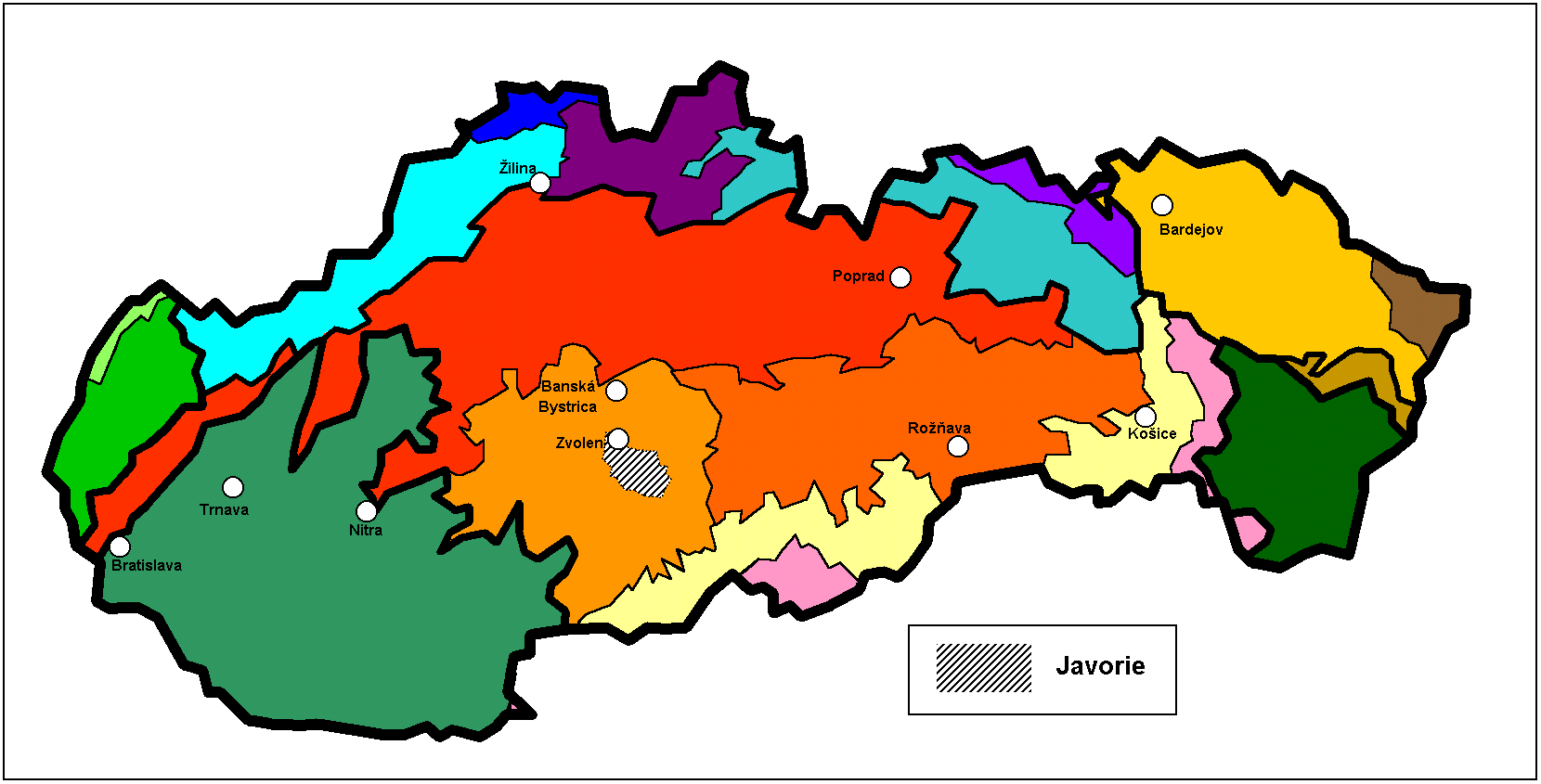
Das Javorie-Gebirge innerhalb der Geomorphologischen Einteilung der Slowakei

Javorie ist ein Gebirge in der mittleren Slowakei, südöstlich der Stadt Zvolen. Es ist Teil des Slowakischen Mittelgebirges, welches wiederum zu den Inneren Westkarpaten gerechnet wird.
Das etwa 20 km lange und 12 km breite Gebirge wird geomorphologisch in drei Abschnitte unterteilt:
- Bergland Javornianska hornatina im Südosten, um den Berg Javorie,
- Bergland Lomnianska vrchovina im Nordwesten, um den Berg Lomné,
- Podlysecká brázda, zwischen den beiden genannten Höhenzügen gelegene Senke.

Höchster Gipfel ist der Javorie mit 1044 m. 

 In der Region dominieren dichte Laubwälder. Wirtschaftlich ist sie von Forst- und Landwirtschaft geprägt. 

 Die zahlenmäßig geringe Bevölkerung verteilt sich auf viele Streusiedlungen, die teilweise nur auf Fußwegen erreichbar sind.

 Am südlichen Rand des Gebirges liegt der Truppenübungsplatz Lešť.

## Tourismus
Das Javorie-Gebirge besitzt bisher kaum Bedeutung für den Fremdenverkehr. Das wichtigste Touristenzentrum ist der Skiort Kráľová südlich von Zvolen.

## Bedeutende Erhebungen
- Javorie, 1044 m
- Lomné, 908 m
- Veľký Lysec, 886 m

## Einige Ortschaften im Gebirge und in der Umgebung
- Zvolen (dt. Altsohl)
- Detva
- Zvolenská Slatina (Großslatina)
- Vígľaš
- Dobrá Niva (Döbring)
- Sása
- Pliešovce (Deutschpelsätz)